# François Cavanna
François Cavanna (Parijs, 22 februari 1923 – Créteil, 29 januari 2014) was een Franse (satirische) schrijver, journalist en tekenaar.

## Leven en werk

### Afkomst en eerste jobs
Cavanna werd in Parijs geboren als het enige kind van een Italiaanse immigrant en een Franse moeder. Zijn vader verdiende de kost als metselaar. De jonge François was van jongs af aan een gepassioneerd lezer. Op school behaalde hij uitstekende resultaten maar hij had weinig zin om verder te studeren. Vlak voor de Tweede Wereldoorlog trad hij in dienst van de post. Tijdens de oorlog zag hij zich genoodzaakt enkele keren van werk te veranderen. Zo was hij onder meer bediende in een groenten- en fruitzaak en metselaar in verscheidene bouwfirma's. Aan het begin van 1943 werd hij opgeëist door de Service du travail obligatoire om in Duitsland te gaan werken.

### Tekenaar enHara-Kiri/Charlie Hebdo
Na de oorlog werd hij bediende voor de Association des déportés du travail. In die hoedanigheid leverde hij zijn eerste stripverhaal af voor het dagblad Le Déporté du travail. Wanneer hij ontslagen werd uit besparingsoverwegingen besloot hij voltijds te werken als tekenaar. Zijn pseudoniem Sépia behield hij tot in de jaren zestig. In 1954 werd hij gevraagd mee te werken aan een gans nieuw tijdschrift, Zéro. Daar leerde hij Georges Bernier kennen. Samen met hem stond hij aan de wieg van de satirische weekbladen Hara-Kiri (1960) en Charlie Hebdo (1970), de opvolger van Hara-Kiri. Toptalenten als Georges Wolinski, Roland Topor, Jean-Marc Reiser en Fred vonden een perfect oefenterrein in deze anarchistische en polemische stripbladen vol zwarte humor. De tijdschriften pasten wonderwel in het kader van het journalistieke mei 1968. 

### Werken
Van zijn talrijke werken zijn onder meer zijn autobiografische geschriften vermeldenswaardig. Op het einde van de jaren zeventig verschenen de eerste twee delen van zijn autobiografie. In Les Ritals (1978) riep hij zijn kindertijd op als zoon van een rital, een pejoratief Frans woord voor een Italiaan. De vaderfiguur was hier dominant aanwezig. Het tweede luik, Les Russkoffs verscheen een jaar later en behaalde de Prix Interallié. Hier blikte hij terug op zijn ervaringen tijdens de Tweede Wereldoorlog. In Bête et méchant (1981) had hij het over de pionierstijd bij Hara Kiri. Les yeux plus grands que le ventre (1983) was helemaal gewijd aan zijn liefdesleven, dat ook in Maria (1985) ter sprake kwam. En in L’Œil du lapin (1987) kwam hij terug op zijn kindertijd en op zijn moeder.
Daarnaast schreef Cavanna ook een aantal historische romans die zich voornamelijk in de vroege middeleeuwen afspeelden.
In Lune de miel (2010), zijn laatste werk, maakte Cavanna bekend dat hij leed aan de ziekte van Parkinson. Hij liep nog een dijbeenbreuk op en overleed eind januari 2014 aan de gevolgen van longcomplicaties op 90-jarige leeftijd.